# Menéndez: El día del Señor
Menéndez: El día del Señor es una película de terror mexicano-española de 2020 dirigida por Santiago Alvarado Ilarri, escrita por Santiago Alvarado Ilarri y Ramón Salas y protagonizada por Dolores Heredia, Ximena Romo y Juli Fàbregas.

## Sinopsis
Un ex sacerdote católico llamado Menéndez sale de prisión y es ubicado en un nuevo hogar. Fue a prisión después de que un exorcismo fallido provocara la muerte de un niño. Menéndez está atormentado por su fracaso y a menudo sueña con el niño, así como con su madre Marisa, por quien Menéndez siente algo. Tiempo después recibe la visita de un amigo que le pide que exorcice a su hija. Menéndez halla con ella una redención, una razón para vivir, pero, ¿está poseída o se trata de otra cosa?

## Elenco
- Dolores Heredia como Marisa
- Ximena Romo como Raquel
- Juli Fàbregas como Menéndez
- Héctor Illanes como Sebastián
- Oscar Gordillo como Demonio